# 福明路
福明路，是浙江省宁波市的一条道路，因纵贯原福明乡（现福明街道）而得名，其中曙光北路至江南路段为福明北路，兴宁路至鄞县大道段为福明南路（其中长寿东路至鄞县大道段原名创新路，因寓意科技创新而得名，2022年改为现名）:334、340，起点位于曙光北路，终点位于鄞县大道，其中百丈东路至宁穿路段于1995年通车:151，通途路至宁穿路段、宁穿路至曙光路段、长寿东路至鄞县大道段于2000年通车:190:12，2011年改造通途路至兴宁路段，江南路至福明路段、兴宁路至长寿东路段于2012年通车，曙光北路至江南路段于2018年通车。

## 主要相交道路
- 福明北路：
  - 曙光北路
- 福明路：
  - 江南路
  - 明珠路
  - 达升路
  - 通途路
  - 民安路
  - 惊驾路
  - 姚隘路
  - 宁穿路
  - 中山东路
  - 百丈东路
  - 福柳路
- 福明南路：
  - 兴宁路
  - 环城南路（南向连通环城南路高架西向，北向连通环城南路高架东西向）
  - 长寿东路
  - 春园路
  - 嵩江东路
  - 四明东路
  - 贸城东路
  - 鄞县大道